# Karen Soeters
Karen Soeters (Leerdam, 19 maart 1974)  is een bekende Nederlandse dierenbeschermer en oprichter/directeur van dierenbeschermingsorganisatie House of Animals. Ze ontmaskert fokkers, handelaren en organisaties die dierenleed veroorzaken en zorgt ervoor dat ze op non-actief worden gesteld. Met een verborgen camera trekt Soeters eropuit om te filmen bij dierenbeulen. Karen werkt hiervoor nauw samen met haar eigen undercover onderzoeksteam en de politie.

## Dierenbeschermer
Al ruim 15 jaar strijdt Karen Soeters 24/7 tegen misstanden met dieren, nationaal en internationaal. Zo heeft ze er onder andere voor gezorgd dat een fokker uit Eersel gedwongen is gestopt met het fokken van honden. Ook is ze actief in het oprollen van de grootschalige handel in katten die in Nederland plaatsvindt. Sinds 1 maart 2024 is er bij House of Animals een meldpunt gestart voor gedupeerden van kattenfokkers.

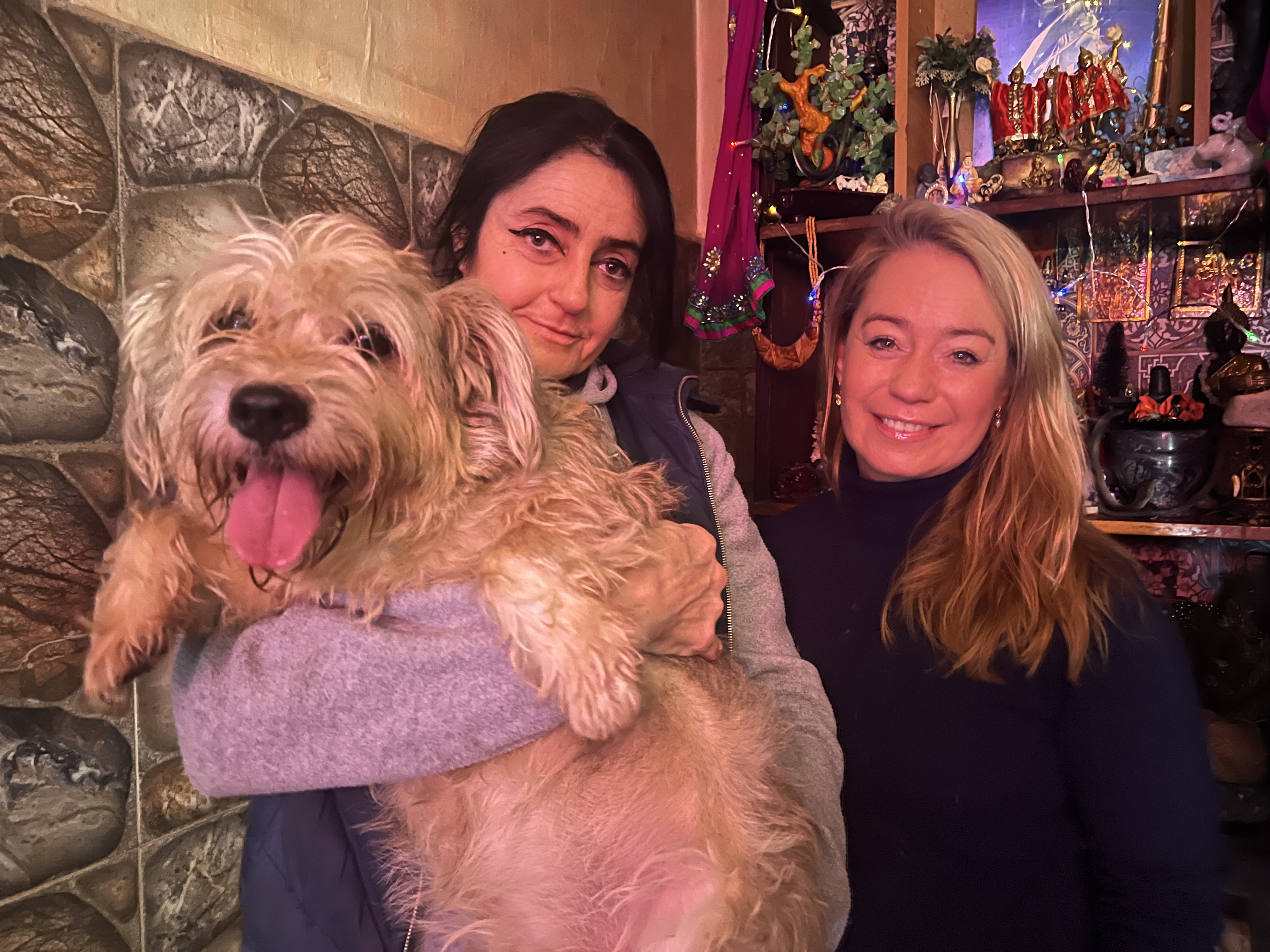
Karen Soeters op bezoek in Oekraïne bij Angel. Zij vangt vrijwillig tientallen honden en katten op die de dupe zijn van de oorlog.

Sinds het uitbreken van de oorlog in Oekraïne is Karen Soeters met haar team van House of Animals actief om de achtergebleven honden, katten en andere (huis)dieren te helpen aan voedsel, medicijnen en huisvesting. Ze staat in nauw contact met Oekraïense vrijwilligers ter plaatse die de dieren opvangen. 
Ondertussen is Karen met collega's van House of Animals al meerdere keren in Oekraïne geweest om dierenopvangcentra aan de frontlinie te bezoeken en hulp te bieden aan de dieren. Dit jaar wordt het eerste noodhospitaal voor gewonde oorlogsdieren gebouwd en in gebruik genomen.
Regelmatig organiseert Soeters met House of Animals evenementen om dieren op een positieve manier onder de aandacht te krijgen. Zoals de ‘House of Animal Awards’, waarbij Nederlandse mediaproducties die aandacht aan dierenwelzijn besteden worden beloond met een Gouden Vogel. En in maart 2024 startte ze het eerste virtuele adoptieprogramma voor oorlogsdieren in Oekraïne dat al zeer frequent wordt gesteund door donateurs. 

## Carrière
Karen Soeters studeerde communicatiewetenschap aan de Universiteit van Amsterdam. Van 2001 tot 2020 werkte Karen als docent mediapsychologie en media-ethiek aan de Hogeschool van Amsterdam. En tussen 2007 tot 2022 was ze directeur van de Nicolaas G. Pierson Foundation (NGPF), het wetenschappelijk bureau van de Partij voor de Dieren. 
In 2009 richtte Soeters Omroep Piep! op, een aspirant publieke omroep voor dieren, om structurele aandacht voor dieren in de media te bewerkstelligen.  Het benodigde aantal leden om te kunnen toetreden tot het publieke omroepbestel werd net niet gehaald. Daarop startte Soeters het online dierennieuwsplatform 'PiepVandaag', dat in 2018 werd omgedoopt tot 'Animals Today', onderdeel van dierenbeschermingsorganisatie 'House of Animals'.  
Tevens is Soeters sinds 2019 lid van de Raad van toezicht van Sea Shepherd en was van januari tot april 2020 interim directeur van Bont voor Dieren. Door haar werk als dierenbeschermer ontvangt Soeters regelmatig bedreigingen.

## Boeken
Karen Soeters schreef verschillende boeken over dieren; voor volwassenen en kinderen. 
Vooruit met de geit! "Een hartverwarmend boek van een activist die dieren een stem geeft. Op meeslepende en soms ook ontroerende wijze vertelt Soeters hoe zij strijdt voor een diervriendelijke wereld. We treffen haar aan opgesloten in een bloedhete auto – het overkomt honden regelmatig – en liggend in het stro terwijl de geredde zeug Sam elf biggetjes baart. Met een verborgen camera trekt Soeters eropuit om te filmen bij slachthuizen, op veemarkten en bij hondenfokkers. In oorlogsgebieden trotseert ze haar angst en ontmoet ze bijzondere dierverzorgers." 
Rotbeest, over ratten en andere dieren met een slecht imago "Ratten zijn vies. Vleermuizen hebben enge ziektes. Mollen graven je tuin overhoop. En vossen stelen kippen. Stuk voor stuk dieren waar veel mensen een hekel aan hebben. Maar is dat wel terecht? In deze ode aan twaalf dieren met een slechte reputatie laat Nederlandse bekendste dierenredder Karen Soeters zien waarom elk dier op zijn eigen manier mooi, nuttig en aandoenlijk is."

## Documentaires
Soeters was projectleider van de klimaatfilm ‘Meat the Truth‘ en verantwoordelijk voor daaropvolgende documentaires ‘Sea the Truth‘, ‘De Haas in de Marathon‘, ‘One Single Planet‘ en ‘Powerplant’. Soeters was een van de makers van visuele documenten over megastallen en onverdoofd slachten. Daarbij zijn onder haar redactie de boeken ‘Sea the Truth‘ en ‘Meat the Future‘ verschenen.